# دانلد و بازی گلف
دانلد و بازی گلف (Donald's Golf Game) یک کارتون محصول شرکت والت دیزنی با حضور دانلد داک است که در سال ۱۹۳۸ منتشر شد.

## داستان
دانلد داک در حال بازی گلف است، در حالی که برادرزاده‌هایش هوئی، دیویی و لویی همه سعی می‌کنند با روش‌های مختلفی تقلب کنند.